# Démons (téléfilm)
Pour plus de détails, voir Fiche technique et Distribution.
Démons est un téléfilm français réalisé par Marcial Di Fonzo Bo et diffusé le 2 octobre 2015 sur Arte. Il s'agit d'une adaptation de la pièce de théâtre éponyme de Lars Norén.

## Fiche technique
- Titre original : Démons
- Réalisation : Marcial Di Fonzo Bo
- Scénario : Marcial Di Fonzo Bo, Louis-Charles Sirjacq, d'après la pièce de Lars Noren
- Musique : Etienne Bonhomme, Pierre Fruchard
- Photographie : Nicolas Mesdom
- Production : Les Films du Poisson, Arte, TV5 Monde
- Pays d’origine : France
- Langue : Français
- Genre : Drame
- Date de diffusion : 2 octobre 2015 sur Arte

## Distribution
- Romain Duris : Frank
- Marina Foïs : Katarina
- Anaïs Demoustier : Jenna
- Stefan Konarske : Tomas

## Tournage
Le tournage s'est déroulé du 22 janvier au 18 février 2014 en région parisienne, avant qu'elle ne soit montée au théâtre.

## Version théâtrale
En septembre 2015, Marcial Di Fonzo Bo met également en scène la pièce de théâtre de Lars Norén au théâtre du Rond-Point (coproduction Théâtre des Lucioles) avec une distribution identique, à l'exception de Stefan Konarske qui est remplacé par Gaspard Ulliel sur les planches.